# Straight Talk (filmmusik)
Straight Talk är musiken till filmen med samma namn från 1992, med Dolly Parton och James Woods. Den består av tio låtar skrivna av Dolly Parton (bland annat med en nyinspelning av "Light of a Clear Blue Morning"), och albumet nådde som högst placeringen #22 på USA:s countryalbumlistor.  Två singular släpptes, "Straight Talk" och "Light of a Clear Blue Morning". Musikvideon till "Straight Talk"  regisserades av Dominic Orlando för SIR Stage i Hollywood. Blande videons gästmusiker fans Russ Kunkel, C. J. Vanston, Kenny Gradney, Steve Farris and Greg Ladanyi.

## Låtlista
1. "Blue Grace"
2. "Light of a Clear Blue Morning"
3. "Dirty Job"
4. "Blue Me"
5. "Straight Talk"
6. "Fish Out Of Water"
7. "Burning"
8. "Livin' A Lie"
9. "Thought I Couldn't Dance"
10. "Burning To Burned"
11. "Light of a Clear Blue Morning (Reprise)"